# Klaar Hammenecker

## Klaar Hammenecker
Klaar Hammenecker (°1972) is een Belgische kinderpsycholoog, auteur en psychotherapeut. Ze is bekend om haar werk op het gebied van ontwikkelingsgericht opvoeden en haar inzet voor ouders die worstelen met opvoedingsstress.<ref>De Morgen, 15 november 2020. "Kinderpsycholoog Klaar Hammenecker: 'Je moest eens weten hoeveel angstige ouders ik zie'"</ref>

### Biografie
Hammenecker studeerde in 1995 af als kinderpsycholoog aan de KU Leuven en volgde nadien een specialisatieopleiding tot psychotherapeut aan de UGent.<ref>Mamabaas, 7 juli 2022. "Klaar Hammenecker"</ref> Ze is tevens opgeleid als familiaal bemiddelaar sinds 2017.<ref>Mamabaas, 7 juli 2022. "Klaar Hammenecker"</ref>

### Carrière

#### Praktijkwerk
Hammenecker heeft haar eigen praktijk "Weerkracht" in Sint-Amands (Puurs-Sint-Amands), waar ze kinderen, jongeren en hun ouders begeleidt.<ref>UiTinVlaanderen. "Lezing Huis van het Kind: Hoe je kind mentaal weerbaar maken?". uitinvlaanderen.be</ref> Ze specialiseerde zich in ontwikkelingsgerichte psychotherapie en gebruikt onder andere Brainspotting als therapeutische methode.<ref>Mamabaas, 7 juli 2022. "Klaar Hammenecker"</ref>
Volgens eigen observaties ziet Hammenecker in haar praktijk een verschuiving: "Vroeger werden er vooral 'stoute kindjes' aangemeld, maar de laatste jaren zijn dat vooral bange, onzekere kinderen geworden."<ref>FrontView Magazine, november 2021. "Met haar nieuwste (groei)boek '50 keer durven' helpt Klaar Hammenecker kinderen groeien in hun zelfvertrouwen"</ref>

#### Mamagement
In september 2018 richtte Hammenecker "Mamagement" op, een platform dat ouders ondersteunt bij opvoedingsstress.<ref>Mamabaas, 7 juli 2022. "Klaar Hammenecker"</ref> Het platform biedt webinars, online cursussen en masterclasses rond opvoedingsthema's voor verschillende leeftijdsgroepen.<ref>Uitgeverij Lannoo. "Klaar Hammenecker". lannoo.be</ref>
In het voorjaar van 2024 vormde Hammenecker Mamagement om tot Klaar!. Op dit platform vinden zowel ouders als zorg- en onderwijsprofessionals inspiratie bij het ondersteunen en begeleiden van kinderen en jongeren.

#### Media en televisie
Hammenecker werkt als psycholoog achter de schermen van televisieprogramma's zoals The Voice Kids en Junior Bake Off, waar ze jonge deelnemers begeleidt bij het omgaan met stresssituaties.<ref>Standaard Boekhandel. "Klaar Hammenecker boeken". standaardboekhandel.be</ref> Ze wordt beschouwd als een "veelgevraagd expert in de media" volgens uitgeverij Lannoo.<ref>Uitgeverij Lannoo. "Klaar Hammenecker". lannoo.be</ref>
In 2021 reageerde ze als expert op het VTM-programma "Ik wil een kind" over bewust co-ouderschap: "Ik ben heel benieuwd, want ik heb nog honderden vragen."<ref>Het Nieuwsblad, 7 oktober 2021. "Nieuw VTM programma 'Ik wil een kind' roept heel wat vragen op"</ref>

### Publicaties

#### Boeken
Wat elk kind nodig heeft: 5 basics voor krachtig ouderschap (2020, Uitgeverij Lannoo) - ISBN 9789401468909, geïllustreerd door Emma Thyssen. Hammenecker's hoofdwerk over opvoeding, gebaseerd op vijf kernprincipes voor alle leeftijdsgroepen.<ref>Bibliotheek.be. "Wat elk kind nodig heeft : 5 basics voor krachtig ouderschap". bibliotheek.be</ref>
50 keer durven: hoe word je als kind de dapperste versie van jezelf (2021, Uitgeverij Averbode) - ISBN 9789031710065, geïllustreerd door Gudrun Makelberge<ref>Bibliotheek.be. "50 keer durven : hoe word je als kind de dapperste versie van jezelf". bibliotheek.be</ref>
Laat maar: wat tieners en ouders tegen elkaar zeggen en waar het echt over gaat (2023, Uitgeverij Lannoo) - ISBN 9789401485692. Een gespecialiseerd werk over het communiceren met en opvoeden van tieners. <ref>Uitgeverij Lannoo. "Laat maar". lannoo.be, 16 maart 2023</ref>

#### Lio-kinderboekenreeks
Hammenecker schreef de "Lio"-kinderboekenreeks samen met illustrator Laura Thaens, uitgegeven bij Uitgeverij Averbode. De reeks is bedoeld om kleuters te helpen praten over lastige gevoelens en bestaat uit vier delen:<ref>Muntpunt Bibliotheek. "Lio is bang in het donker". muntpunt.be</ref>
- Lio is boos - over boosheid begrijpen, geïllustreerd door Laura Thaens
- Lio is bang in het donker - over nachtangsten en slaapproblemen, geïllustreerd door Laura Thaens
- Lio neemt afscheid - over verdriet, rouw en afscheid nemen, geïllustreerd door Laura Thaens
- Lio plast in bed - over bedplassen en gêne, geïllustreerd door Laura Thaens

De Lio-boekjes zijn zo opgebouwd dat ouders ze kunnen "vertellen en invullen op maat van je gezin", met tips en psychologische inzichten voor ouders.<ref>Bol.com. "Lio - Lio is boos!". bol.com</ref>

#### Aanvullend materiaal
Naast boeken ontwikkelde Hammenecker ook het kaartspel "Laat maar horen" en het therapeutische kleurboek "Alles wat je zegt ben je zelf: Kleur je goed in je vel" (ISBN 2808138318), geïllustreerd door Emma Thyssen.<ref>Mamagement. "Alles wat je zegt ben je zelf. Kleur je goed in je vel". mamagement.be/shop</ref>
1

#### Podcast
Hammenecker presenteert de podcast "NOOIT KLAAR", waarin ze bij gezinnen op bezoek gaat om opvoedingssituaties te bespreken en advies te geven.<ref>Listen Notes. "NOOIT KLAAR podcast". listennotes.com, 7 mei 2022</ref> Ze verscheen ook als gast in podcasts zoals "Afgestemd Onderwijs Podcast" (2021) en "Radio Mama" (2020).<ref>Apple Podcasts. "Klaar Hammenecker: wat elke leerling nodig heeft", 28 maart 2021</ref>

### Opvoedingsfilosofie
Hammenecker's algemene benadering van opvoeding is gebaseerd op vijf kernprincipes die ze de "5 basics voor krachtig ouderschap" noemt, uitgewerkt in haar hoofdwerk Wat elk kind nodig heeft:<ref>Knack, 19 december 2020. "5 pijlers voor krachtig ouderschap: 'De beste ouders maken zichzelf overbodig'"</ref>
1. Opvoeden is maatwerk - Erkenning dat elk kind uniek is
2. Eerst verbinden, dan begrenzen - De nadruk op relatie voor regels
3. Zelf doen geeft zelfvertrouwen - Autonomie stimuleren
4. Zorg(en) voor later - Langetermijnvisie op opvoeding
5. De beste ouders maken zichzelf op termijn overbodig - Het uiteindelijke doel van opvoeding

Een kernboodschap in haar werk is het inzicht dat kinderen niet lastig doen maar het lastig hebben: "Ze doen het niet om jou te ambeteren", zoals ze benadrukt in interviews.<ref>Knack, 19 december 2020. "5 pijlers voor krachtig ouderschap: 'De beste ouders maken zichzelf overbodig'"</ref>

#### Masterclasses
Hammenecker ontwikkelde verschillende masterclasses die verdieping bieden bij haar 5 opvoedingsbasics:
- "Laat je broer gerust!" - Do's en dont's bij ruzie en conflicten
- "Tranen en Vulkanen" - Over grote emoties bij kleine kinderen, een 90-minuten durende masterclass
- "Geen goesting" - Over schoolse motivatie bij tieners
- "Moet dat echt?" - Over lastige dingen (niet) doen
- "Dit lukt me niet" - Van faalangst naar zelfvertrouwen
- "Jij bent precies oma" - Over patronen uit eigen opvoeding
- "Klaar voor de instapklas" - Wat elke kleuter nodig heeft bij de schoolstart.

#### Specialisatie in tieneropvoeding
Naast haar algemene kennis rond opvoeding en ontwikkelingspsychologie, ontwikkelde Hammenecker een specifieke expertise rond tieneropvoeding. Haar boek Laat maar (2023) vormt een zelfstandig werk dat zich volledig richt op het begrijpen en opvoeden van tieners. Het boek behandelt "7 typische uitspraken van tieners en ouders die kunnen leiden tot onbegrip, afstand of escalatie" en geeft "tieners en ouders een gelijkwaardige stem".<ref>Uitgeverij Lannoo. "Laat maar". lannoo.be, 16 maart 2023</ref>
Voor tienerouders biedt ze een specifieke nieuwsbrief "Tienerpost" aan, die zich richt op "specifieke info rond het begrijpen en opvoeden van tieners".<ref>Tienerpost - Klaar Hammenecker. klaarhammenecker.be/opvoedinspiratie</ref>
Ze ontwikkelde ook de online cursus "Klaar voor je tiener", die onderwerpen behandelt zoals hormonen, social media, vriendschappen, schoolmotivatie, LGBTQ-thema's en verbinding. Daarnaast biedt ze de masterclass "Geen goesting" aan, specifiek gericht op schoolse motivatie bij tieners.<ref>Klaar Hammenecker. "Klaar voor je tiener". klaarhammenecker.be, 10 februari 2025</ref>
Voor tienerouders organiseert Hammenecker regelmatig gratis lezingen en webinars, waarbij ze de nadruk legt op begrip voor de "struggle met identiteit, erbij horen, en vooral die razende hormonen". Hammenecker geeft regelmatig gratis webinars over verschillende opvoedingsthema's. In 2024 verscheen ze in de "Mama Baas Talks"-reeks, een gratis webinarserie.<ref>Mamabaas. "Webinar 'Mama Baas Talks'". mamabaas.be, 11 maart 2024</ref> Ze gaf ook webinars zoals "Emoties begrijpen – Wat het gedrag van je kind je vertelt" in samenwerking met de Gezinsbond.<ref>Goedgezind. "Herbekijk Webinar: Emoties begrijpen". goedgezind.be, 5 maart 2025</ref>
Hammenecker geeft ook gratis lezingen voor Huizen van het Kind over verschillende opvoedingsthema's.

### Recente mediaoptredens
In 2024 verscheen Hammenecker in Het Nieuwsblad met een artikel getiteld "Zo voedt een kinderpsycholoog haar eigen kinderen op: 'Wij hebben onze jongste dochter nooit gestraft, dat werkt toch niet'" (september 2024). In oktober 2024 gaf ze een interview op Radio 1 over de risico's van kindersterren.
Begin 2025 schreef ze samen met psychiater Binu Singh over opvoedingsstress, waarbij ze stelde: "Al die gestreste ouders zijn de kanaries in de koolmijn van onze opgefokte maatschappij."

### Erkenning en invloed
Hammenecker wordt beschouwd als een van de prominente stemmen in de Vlaamse opvoedingswereld en wordt regelmatig geïnterviewd in media over opvoedingsthema's.<ref>De Morgen, 15 november 2020</ref> Ze geeft lezingen en workshops voor ouders en professionals, waaronder optredens op het Leuvense boekenfestival "Druk in Leuven" (2022)<ref>House of Entertainment, 6 mei 2022. "Kinderpsychologe en auteur Klaar Hammenecker komt op 8 mei naar Druk In Leuven"</ref>, in Cultureel Centrum Asse (oktober 2024)<ref>CC Asse. "Lezing Klaar Hammenecker - Laat maar". ccasse.be</ref> en op het FAAR-festival in Oostende.<ref>FAAR Oostende. "Klaar Hammenecker". faar-oostende.be</ref>
Haar werk wordt erkend door YourCoach, waar ze in januari 2022 een workshop gaf over "Wat elk kind nodig heeft".<ref>YourCoach. "Klaar Hammenecker - Wat elk kind nodig heeft". yourcoach.be, 9 februari 2022</ref>